# Myzopodidae
Myzopodidae é uma família de morcegos endêmica de Madagascar.

## Espécies
- Myzopoda aurita Milne-Edwards e A. Grandidier, 1878
- Myzopoda schliemanni Goodman, Rakotondraparany e Kofoky, 2006